# Benito Soriano Murillo

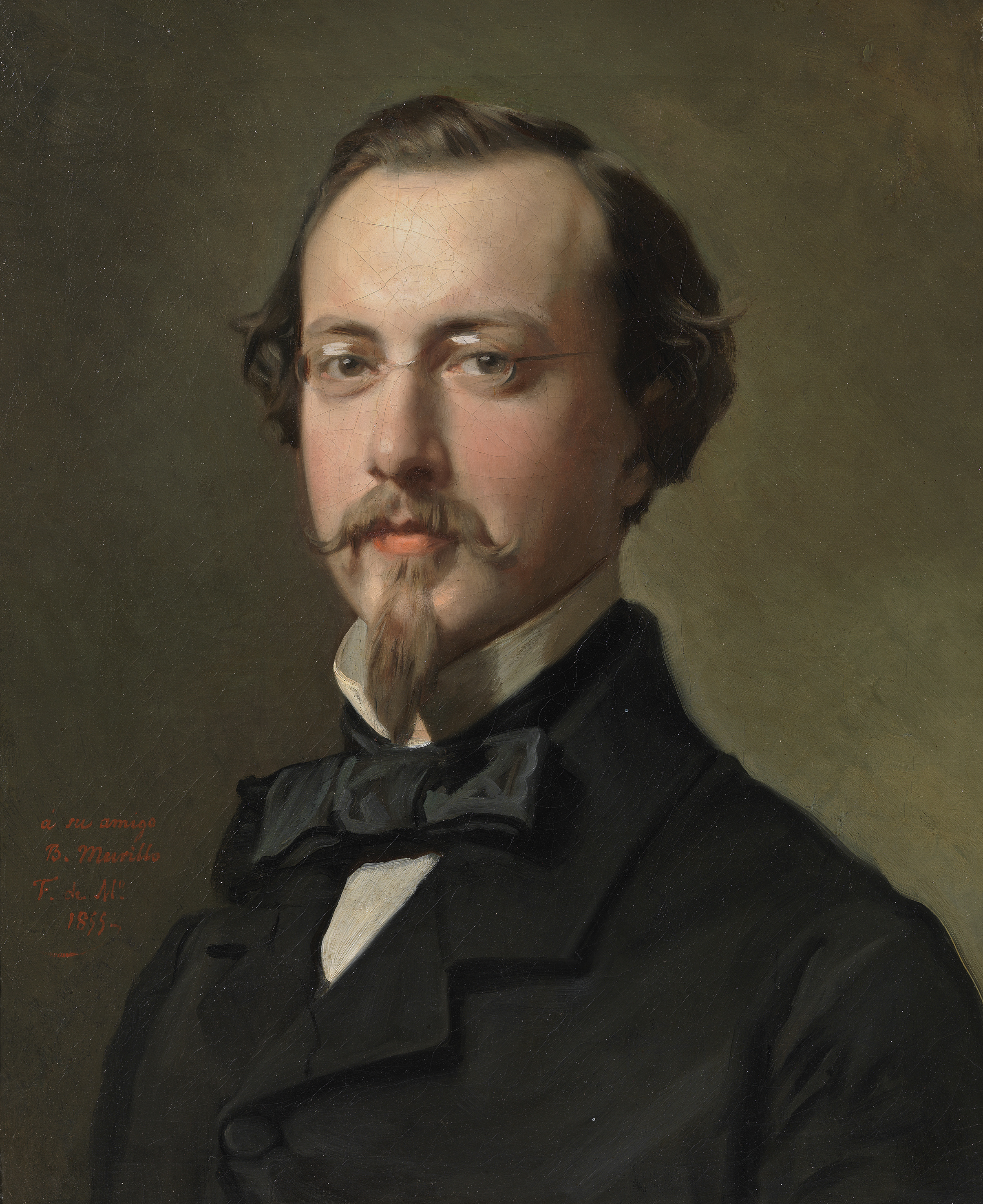
Benito Soriano (1855) por Federico de Madrazo, Museo del Prado.

Benito Soriano Murillo (Palma de Mallorca, 3 de abril de 1827-Madrid, 2 de abril de 1891) fue un pintor español.

## Biografía
Apoyado por el Duque de San Lorenzo, se formó como pintor en Roma y en París (bajo la dirección de Dumas), en compañía de Luis de Madrazo. Regresó a Madrid en 1854 y obtuvo una segunda medalla en la Exposición Nacional de Bellas Artes con el cuadro El suspiro del moro, que representa a Boabdil, y una mención honorífica en 1860 con la obra Una noche en Posilipo (Nápoles), adquirida para el Museo Nacional de Pintura y Escultura, también llamado de la Trinidad. Íntimo amigo de Federico de Madrazo, su historia personal está muy ligada a él, ya que Madrazo, a la sazón director del Museo del Prado, le encargó copiar retratos de corte y participar en la «Serie cronológica de los reyes de España». Benito Soriano llegó a ser subdirector del Museo de la Trinidad, en 1865, así como director general de Bellas Artes, siendo designado comisario regio de España en la Exposición Universal de París de 1867, en la que se expuso el Testamento.
Vivió el momento de la unificación del Museo de la Trinidad con el Museo del Prado junto a Federico de Madrazo. Los dos formaron un núcleo de influencia muy importante en la vida artística del país, y compartieron las mismas turbulencias políticas, ya que fueron cesados en sus cargos museográficos a la vez, en 1868, y repuestos en 1881.
En 1883 leyó el discurso de entrada como académico en la Real Academia de Bellas Artes de San Fernando. Fue nombrado caballero de la Orden de Carlos III. Federico de Madrazo le hizo varios retratos, entre los que destaca el firmado en 1855, perteneciente al Prado.
De su matrimonio con Manuela Barroeta-Aldamar González de Echávarri, hija del senador Joaquín de Barroeta-Aldamar y Hurtado de Mendoza, nació entre otros hijos el político republicano Rodrigo Soriano.

## Galería de obras

Obras de Benito Soriano Murillo
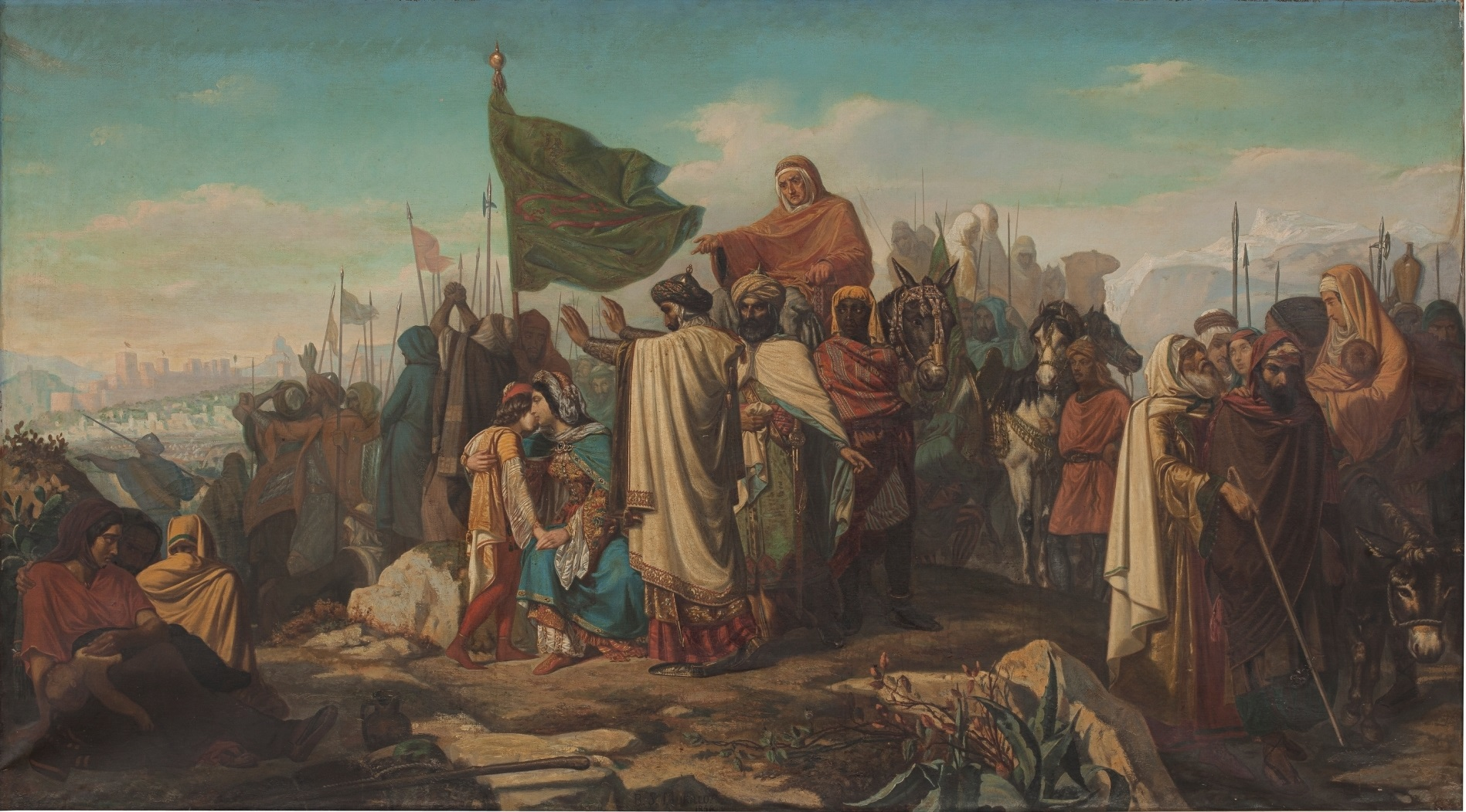
El suspiro del moro (1856, Museo del Prado).
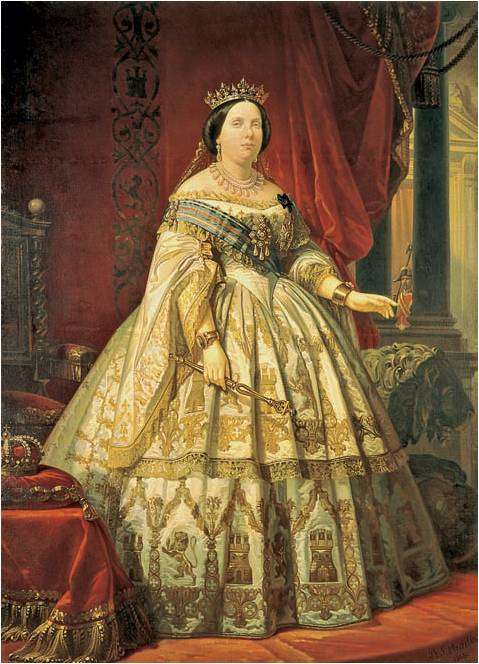
Isabel II de España (Banco de España).
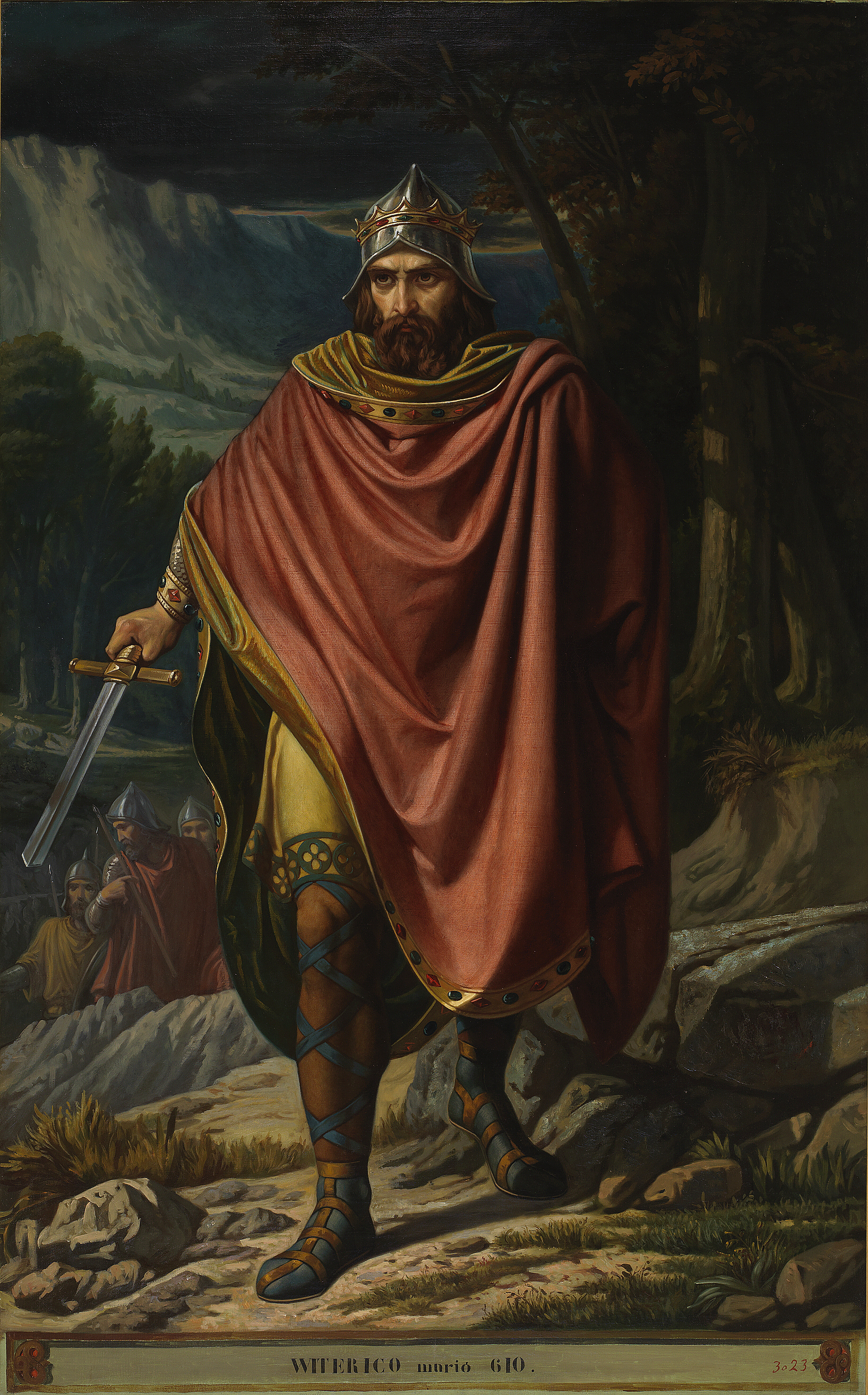
Witerico, rey de los Visigodos (1859, Museo del Prado).